# Todd Robinson (director de cine)
Todd Robinson es un director de cine, guionista y productor estadounidense de películas. En 1996 escribió y produjo White Squall, para el director Ridley Scott, protagonizada por Jeff Bridges, Ryan Phillippe, Jeremy Sisto y Scott Wolf.

## Carrera
Robinson escribió, dirigió y produjo The Legend of Billy the Kid para Disney Channel, por la que ganó un premio Prime Time Emmy. Escribió y dirigió Wild Bill: Hollywood Maverick, un largometraje documental sobre el legendario director de estudio, William A. Wellman. La película fue premiada como Mejor Película Documental por la National Board of Review y fue presentado en el Festival de Cine de Sundance, el festival de Berlín, Festival de Cine de San Sebastián y muchos otros festivales.
En 2006 escribió y dirigió Lonely Hearts, protagonizada por Jared Leto, Salma Hayek, John Travolta, James Gandolfini y Laura Dern. En 2009 dirigió el largometraje documental Amy Cook: The Spaces in Between (lanzado por The Documentary Channel) que produjo con Julian Adams.
Robinson escribió y dirigió el thriller submarino Phantom de RCR Media Group, Trilogy Entertainment Group y Solar Filmworks. Phantom está protagonizada por Ed Harris, David Duchovny, William Fichtner y Jason Beghe.
También es escritor y director de The Last Full Measure, de Roadside Attraction y Foresight LTD. Su estreno estuvo previsto para el 25 de octubre de 2019. La película está protagonizada por Sebastian Stan, Christopher Plummer, Samuel L. Jackson, William Hurt, Ed Harris, Peter Fonda (que también es su última película), John Savage y Jeremy Irvine.

## Filmografía
- Angel Fire (1992) - también director.
- The Legend of Billy the Kid (1994) - también director.
- Los cuatro diamantes (1995)
- Wild Bill: Hollywood Maverick (1995) - también director.
- White Squall (1996) - también coproductor.
- Amargosa (documental) (2000) - también director y productor.
- ¡Vamos tigres! (documental) (2001) - productor ejecutivo.
- Lonely Hearts (2006) - también director.
- Amy Cook: The Spaces in Between (2009) - directo y productor.
- Phantom (2013) - también director y productor ejecutivo.
- The Last Full Measure (2019) - también director y productor.